# Zachepilivka
Zachepilivka (en ucraniano: Зачепилівка, romanizado: Zachepylivka) es un pueblo ucraniano perteneciente al óblast de Járkov. Situado en el este del país, forma parte del raión de Krasnogrado y es centro del municipio (hromada) homónimo.

## Toponimia
El nombre de la ciudad en otros idiomas de importancia local también es Zachepílovka (en ruso: Зачепиловка).

## Geografía
Zachepilivka se encuentra en la margen izquierda del río Berestova, 130 km al suroeste de Járkov.

## Historia
El pueblo fue fundado a mediados del siglo XVIII y formó parte a la gobernación de Poltava del Imperio ruso.
El pueblo se convirtió en centro de raión en 1923 y Zachepilivka recibió el estatus de asentamiento de tipo urbano en 1968. Durante la Segunda Guerra Mundial, Zachepilivka fue ocupada por la Alemania nazi de octubre de 1941 a septiembre de 1943. Aquí hubo un campo de concentración nazi.
Hasta el 18 de julio de 2020, Zachepilivka fue centro del raión de Zachepilivka. El raión se abolió en julio de 2020 como parte de la reforma administrativa de Ucrania, que redujo el número de raiones del óblast de Járkiv a siete. El área del raión de Zachepilivka se fusionó con el raión de Krasnogrado.En 2023, Zachepilivka perdió el estatus de asentamiento de tipo urbano debido a la eliminación de este estatus administrativo.

## Demografía
La evolución de la población de Zachepilivka entre 1885 y 2022 fue la siguiente:
| 2318                                                          | 4054 | 3661 | 3869 | 4565 | 5130 | 4380 | 3753 | 3317 |
| (Fuente: Cities & Towns of Ukraine y UKRAINE: Größere Städte) |      |      |      |      |      |      |      |      |

## Infraestructura

### Transporte
Zachepilivka tiene acceso a la autopista M29 que conecta Járkov y Dnipró.La estación de tren de Zachepivka no se encuentra en el pueblo sino en el asentamiento de Nagirne (al otro lado del río), tiene conexiones de tren con Krasnogrado y Dnipró. 